# ILAC
ІЛАК (англ. ILAC – International Laboratory Accreditation Cooperation) – Міжнародне співробітництво з акредитації лабораторій. Це міжнародне співробітництво органів з акредитації лабораторій та контрольних (інспекційних) органів, що утворене більше ніж 30 років тому, з метою уникання технічних бар'єрів у торгівлі.

## Історія
Міжнародне співробітництво з акредитації лабораторій (ILAC) розпочало діяльність у в 1977 році у цілях розвитку міжнародного співробітництва для сприяння торгівлі шляхом просування визнання акредитованих випробувальних і калібрувальних результатів. У 1996 році ILAC стало офіційним співробітництвом із статутом створення мережу угод про взаємне визнання між органами з акредитації, які задовольняють цієї мети.
ILAC було оформлено як співробітництво в 1996 році, коли 44 національні органи підписали Меморандум про взаєморозуміння (МОВ) в Амстердамі. Цей меморандум став основою для подальшого розвитку співробітництва і зрештою метою укладання угоди про багатосторонню визнання між організаціями-членами ILAC.
2 листопада 2000, 36 дійсних членів ILAC, що складається з органів з акредитації лабораторій з 28 країн по всьому світу, підписали Угоду про взаємне визнання (редакція ILAC) у Вашингтоні, округ Колумбія, щоб сприяти прийняттю технічних даних випробувань і калібрування для експортованих товарів. Редакція набула чинності 31 січня 2001 року і була продовжена в жовтні 2012 року із включенням акредитації інспекційних органів.
Редакція угоди ILAC є кульмінацією 22 років інтенсивної роботи. Співробітництво ILAC надає значне технічне підґрунтя для міжнародної торгівлі. Ключем до Домовленості є глобальна мережа акредитованих випробувальних і калібрувальних лабораторій та органів контролю, компетентність  яких оцінена визнаними з боку ILAC органами з акредитації, що підписали цю Домовленість. Органи-підписанти, в свою чергу, повинні бути оцінені на відповідність критеріям ILAC щодо їх компетенції.